# Hermann Muthesius

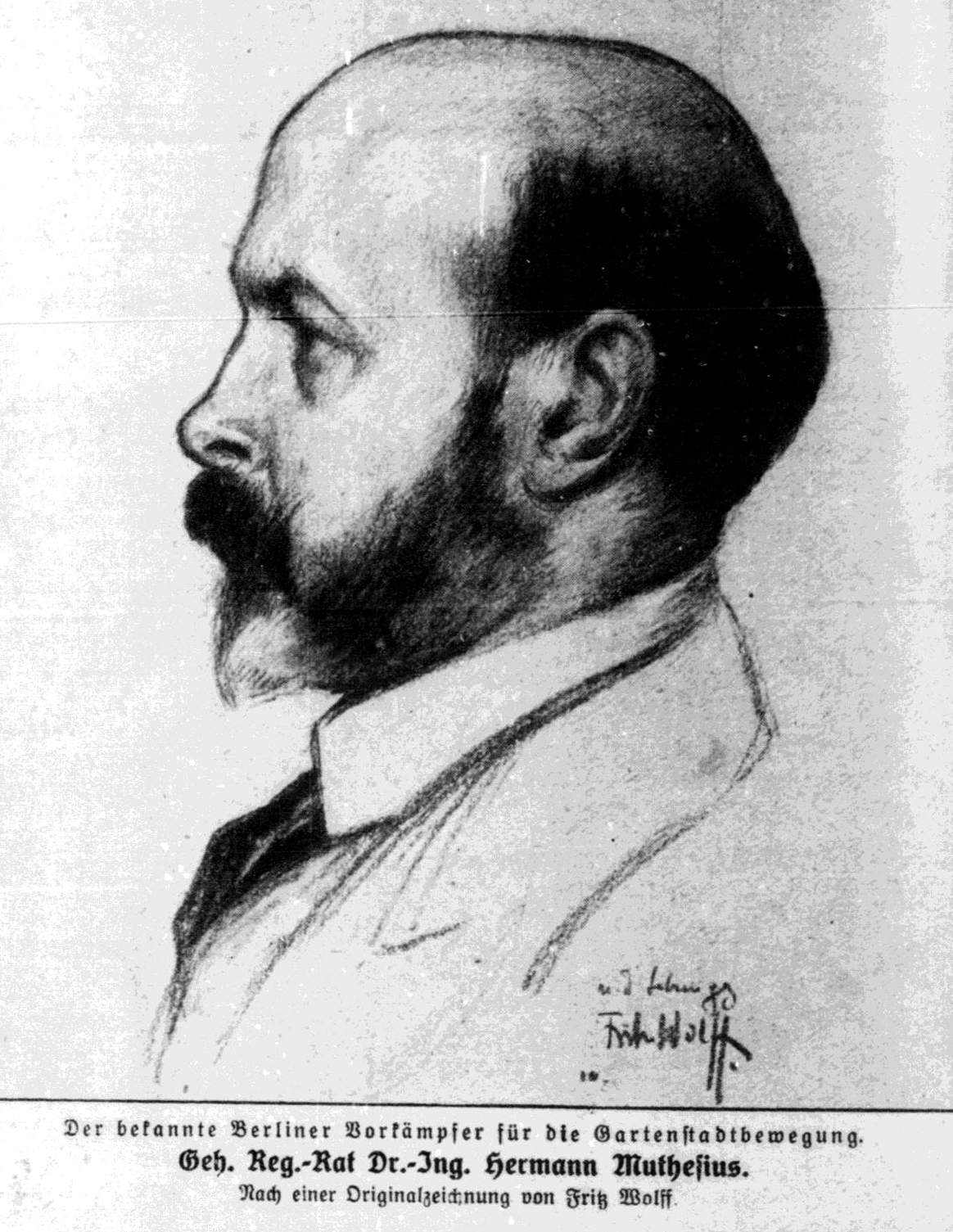
Hermann Muthesius

Hermann Muthesius (* 20. April 1861 in Großneuhausen; † 26. Oktober 1927 in Berlin-Steglitz; vollständiger Name Adam Gottlieb Hermann Muthesius) war ein deutscher Architekt und preußischer Baubeamter. Er arbeitete hauptberuflich im preußischen Handelsministerium, wirkte als Autor und einflussreicher Theoretiker der modernen Architektur und des Produktdesigns, Kritiker des Jugendstils und Mitbegründer des Deutschen Werkbunds.

## Leben und Werk

### Ausbildung

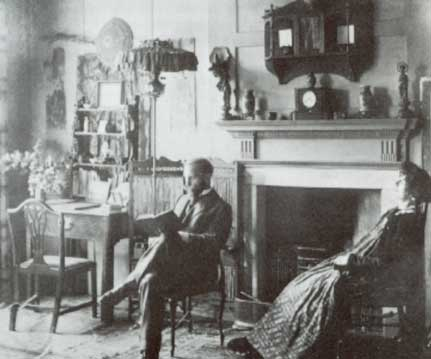
Englandaufenthalt 1896–1903:
Anna und Hermann Muthesius in ihrem Haus The Priory in Hammersmith, um 1900

Hermann Muthesius wurde 1861 in Großneuhausen (Provinz Sachsen) als Sohn des Maurermeisters und Bauunternehmers G. E. Muthesius geboren. Er besuchte bis zu seinem vierzehnten Lebensjahr die Volksschule, gleichzeitig erhielt er vom örtlichen Pfarrer Sprachenunterricht. Bei seinem Vater erlernte Muthesius zunächst das Maurerhandwerk. Anschließend besuchte er nach einem einjährigen Vorbereitungskurs die vier obersten Klassen des Realgymnasiums in Leipzig. Nach Abschluss der Schule nahm er neben seinem Militärdienst als Einjährig-Freiwilliger von 1882 bis 1883 an der Friedrich-Wilhelms-Universität Berlin ein Kunstgeschichts- und Philosophiestudium auf, wechselte dann jedoch an die Technische Hochschule Charlottenburg, wo er bis 1887 Architektur studierte und dem Architektenverein „Motiv“ beitrat. Nebenher arbeitete er bei Paul Wallot, dem Architekten des Berliner Reichstagsgebäudes.

### Architekt in Tokio, Assessorexamen, Studienreise nach Italien und Heirat
Nach seinem Studium ging Muthesius als Angestellter des Architekturbüros von Hermann Ende und Wilhelm Böckmann für einige Jahre nach Tokio, um dort an Entwurf und Bau von Staatsbauten mitzuwirken. In Tokio entwarf er eine neugotische Kirche für die dortige evangelische Gemeinde. In der Stadt hatte er sich mit dem an der Tokioter Universität lehrenden deutschen Juristen Heinrich Weipert (1856–1905) angefreundet. Nach der Rückkehr aus Tokio, die er mit einer viermonatigen Reise durch Siam, Indien und Ägypten verband, legte er 1891 sein zweites Staatsexamen im Hochbaufach ab und wurde zum Regierungsbaumeister (Assessor in der öffentlichen Bauverwaltung) ernannt. Damit schlug er eine Beamtenlaufbahn ein und wurde zunächst in einem ministeriellen Entwurfsbüro tätig – er entwarf dort unter anderem die Levensauer Hochbrücke über den Nord-Ostsee-Kanal. Ein Jahr lang übernahm er stellvertretend die Redaktion bei den halbamtlichen preußischen Zeitschriften Zentralblatt der Bauverwaltung und Zeitschrift für Bauwesen. Nach einer siebenmonatigen Studienreise durch Italien heiratete er die Sängerin Anna Trippenbach. Als Designerin künstlerisch ausgestalteter Reformkleider für Frauen erlangte Anna Muthesius ab 1903 selbst Bedeutung.

### 1896 bis 1903 technischer und Kulturattaché an der Deutschen Botschaft in London
Von 1896 bis 1903 ging Hermann Muthesius als technischer und Kulturattaché an die deutsche Botschaft in London. Dort verfasste er im amtlichen Auftrag zahllose Berichte über englische Architektur, Kunstgewerbeerziehung, Kunsterziehung, Ausstellungen und auch ingenieurtechnische Neuerungen, die überwiegend im Zentralblatt der Bauverwaltung veröffentlicht wurden.

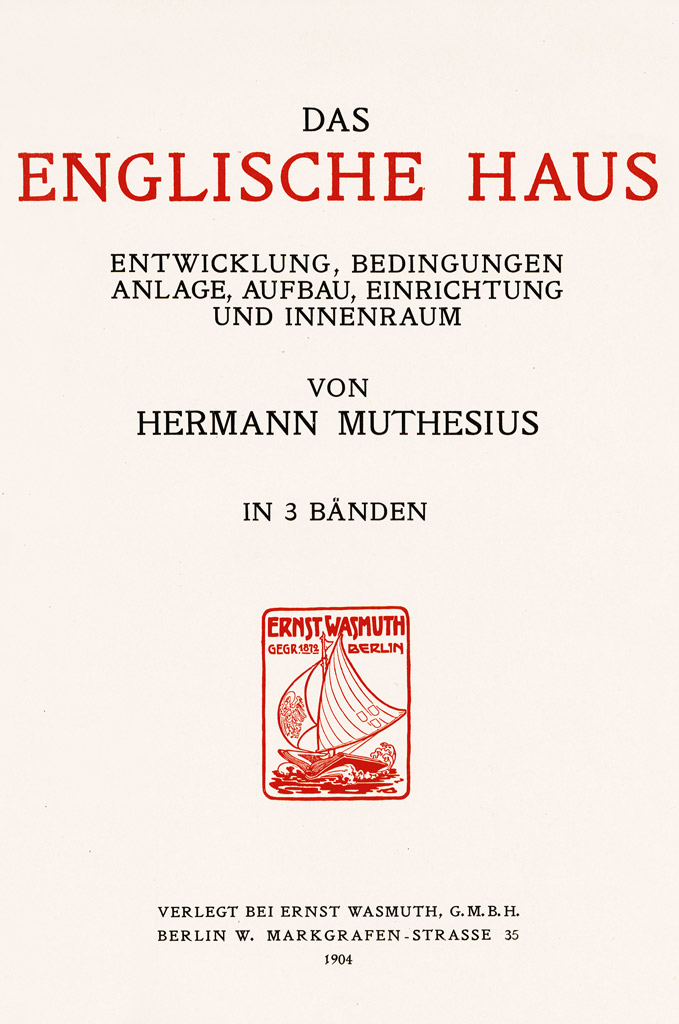
Titelblatt der bekanntesten Publikation von Hermann Muthesius

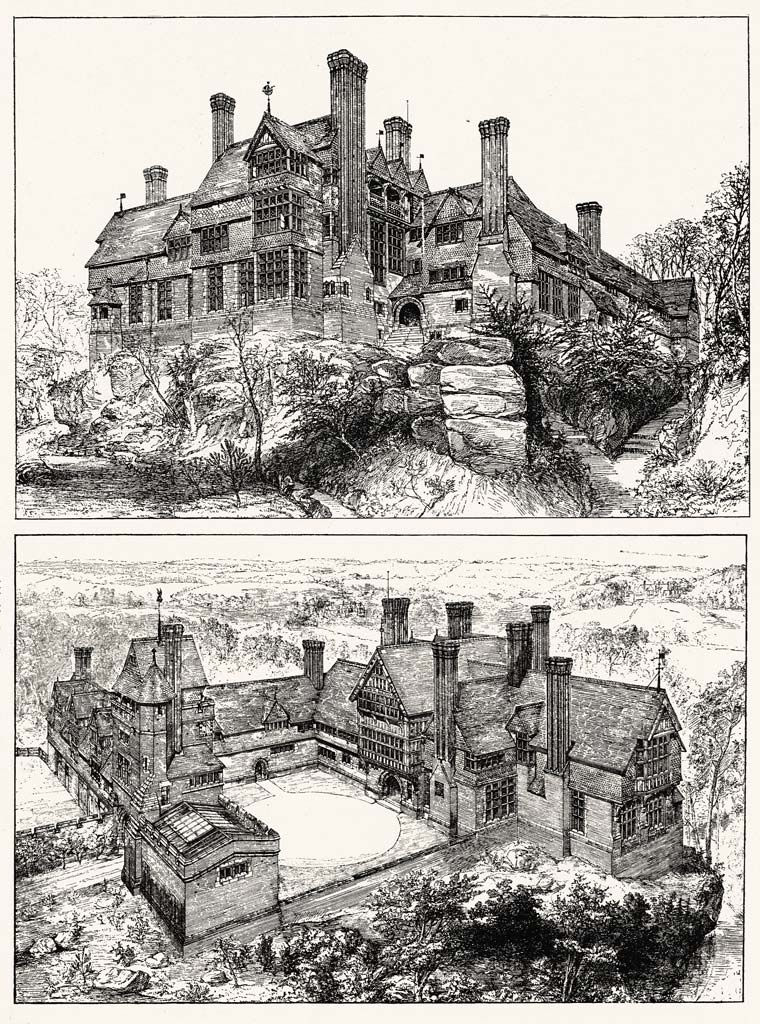
Landhaus Leyes Wood von Richard Norman Shaw, Abbildung aus Das englische Haus

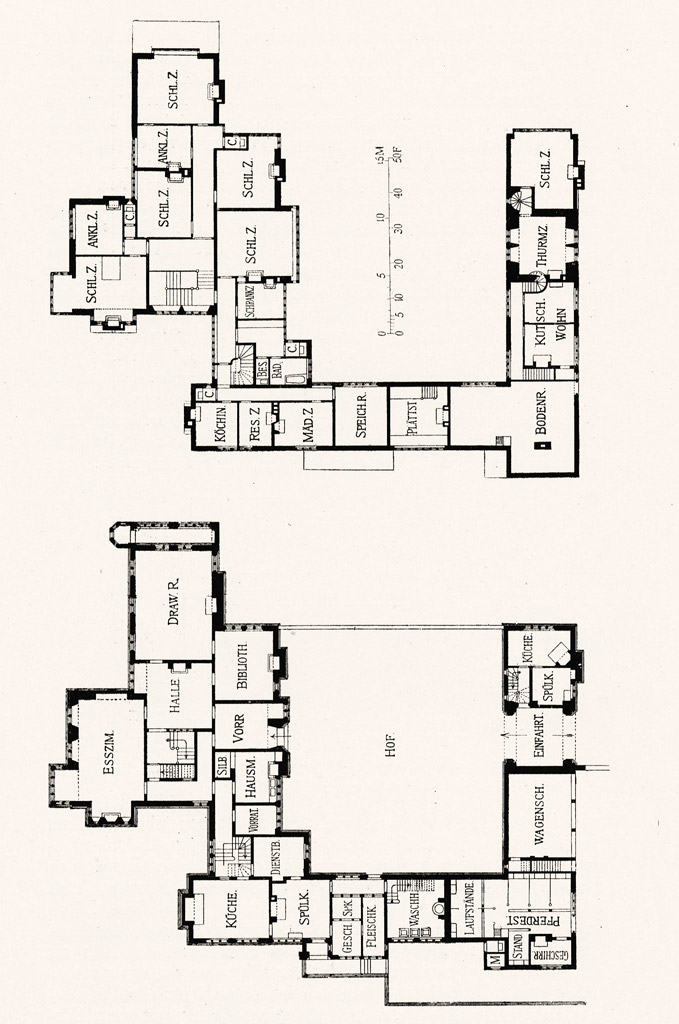
Landhaus Leyes Wood von Richard Norman Shaw, Abbildung aus Das englische Haus

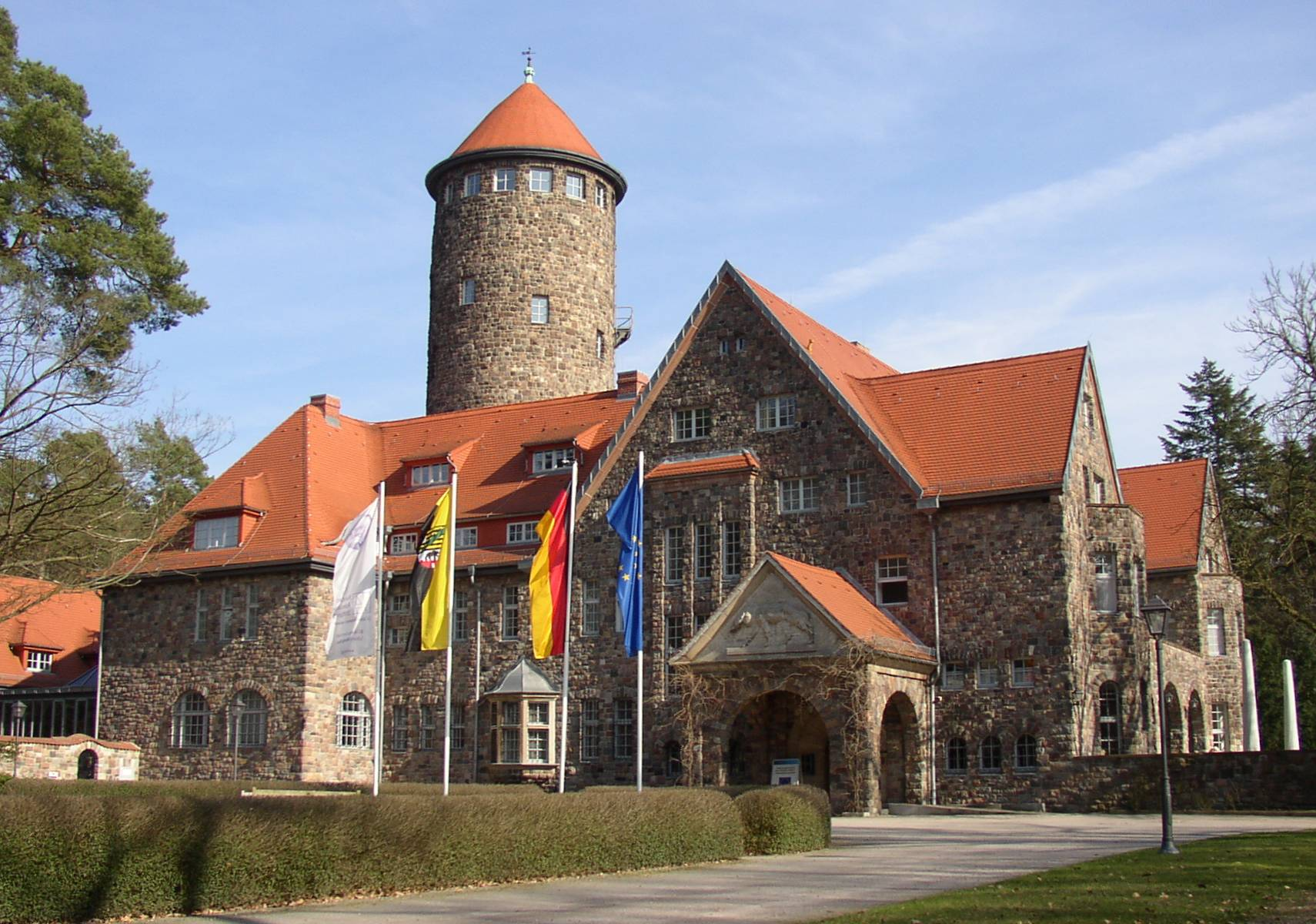
Herrenhaus Schloss Wendgräben (1910–1912), 1991–2013 Konrad-Adenauer-Stiftung

Parallel dazu begann seine umfangreiche schriftstellerische Tätigkeit, die schließlich fast 500 Publikationen umfasste. Neben zahlreichen Artikeln in einschlägigen Kunstzeitschriften veröffentlichte er 1902 die berühmte Streitschrift Stilarchitektur und Baukunst. Dort propagierte er die Überwindung der akademischen (Stil-)Architektur des Historismus zugunsten einer sachlichen und in der Gestaltung an ihrer Funktion orientierten Bauweise. Die zweite Auflage 1903 ergänzte er um eine scharfe Kritik am sogenannten Jugendstil, den er, wie schon alle im 19. Jahrhundert vorausgegangenen Stile, in Deutschland zwangsläufig in einer vorübergehenden Modewelle enden sah. Muthesius erlangte als Kenner der englischen Reformbewegungen in Kunstgewerbe und Architektur ein besonderes Prestige und wurde in den Jahren zwischen 1904 und 1914 zu einem der gefragtesten Vortragsredner innerhalb der deutschen Reformbewegungen. Er schuf als Architekt ab 1904 über 100 Gebäude und wurde dabei überwiegend durch seine von englischen Vorbildern inspirierten Landhäuser bekannt. Er gehörte damit in Deutschland zu den Initiatoren der sogenannten Landhausbewegung.
Sein schriftstellerisches Hauptwerk bilden drei in England entstandene Bücher über englische Baukunst, von denen Das englische Haus (1. Auflage 1904, dreibändig, s. 1 Abb. links und 2 Abb.n rechts) am bekanntesten wurde. Er propagierte darin das herrschaftliche englische Wohnhaus (eine Anlehnung daran ist das von ihm entworfene Herrenhaus Schloss Wendgräben, s. Abb. links) als methodisches Vorbild einer sachlichen, aus den Funktionen und dem komfortablen Gebrauch bedingten Formgebung. Die englische Architektur erscheint so als ein Gegenleitbild zur sogenannten Stilarchitektur in Deutschland, die sich nach Muthesius’ Auffassung allein vom Streben nach einem repräsentativen und künstlerischen Erscheinungsbild leiten lasse und der damit insgesamt etwas Parvenühaftes wie Unechtes anhafte.

### Landesgewerbeamt und Deutscher Werkbund
Nach seiner Rückkehr aus England erhielt Muthesius einen Ruf an die Technische Hochschule Darmstadt als Professor für Kunstgeschichte, den er jedoch ablehnte, um als Beamter in das preußische Handelsministerium (zum Landesgewerbeamt) zu wechseln, wo er bis zu seiner Pensionierung 1926 für die Reform der Kunstgewerbeschulen zuständig war.
Muthesius wirkte an der Entstehung der nach englischem Vorbild geschaffenen ersten deutschen Gartenstadt Hellerau mit, wo er mehrere Einzelhäuser, aber auch komplette Straßenzüge entwarf. Es gilt als wahrscheinlich, dass sein Umgang mit dem Möbelfabrikanten und Sozialreformer Karl Schmidt-Hellerau (Deutsche Werkstätten für Gestaltungskunst), dem Gründer Helleraus und dem Hauptinitiator des Deutschen Werkbunds, einen wichtigen Einfluss auf die Gründung der Gartenstadt ausübte. 
Aus einem 1907 gehaltenen Vortrag an der Berliner Handelshochschule entwickelte sich ein Skandal, der als Fall Muthesius berühmt wurde, und nach Protesten des wirtschaftlichen Interessenverbands des Kunstgewerbes in einer mit Muthesius solidarischen Gegenbewegung die Gründung des Deutschen Werkbunds auslöste. Da Muthesius aus politischen Gründen und Rücksichten auf sein Ministerium der Gründungsversammlung ferngeblieben war, wurde er erst 1908 als Mitglied in den Vorstand gewählt. Er hatte von 1910 bis 1916 dort das Amt des zweiten Vorsitzenden inne und nahm in dieser Funktion maßgeblichen Einfluss auf die ideologische Ausrichtung des Deutschen Werkbunds bis 1914. Mit seiner organisatorischen Einflussnahme auf die Kölner Werkbundausstellung von 1914, als auch seinem Vortrag auf der dortigen Werkbundtagung unter dem Titel Die Werkbundarbeit der Zukunft entfachte er einen Proteststurm der Künstler. Die später als „Typenstreit“ berühmt gewordene Debatte über diesen Vortrag brachte den Werkbund an den Rand einer Spaltung. Neben einer unmittelbaren Konfrontation mit Henry van de Velde gab es hinter den Kulissen auch Auseinandersetzungen mit dem späteren Begründer des Bauhauses, Walter Gropius, der sich vergeblich um die Absetzung von Muthesius bemühte.

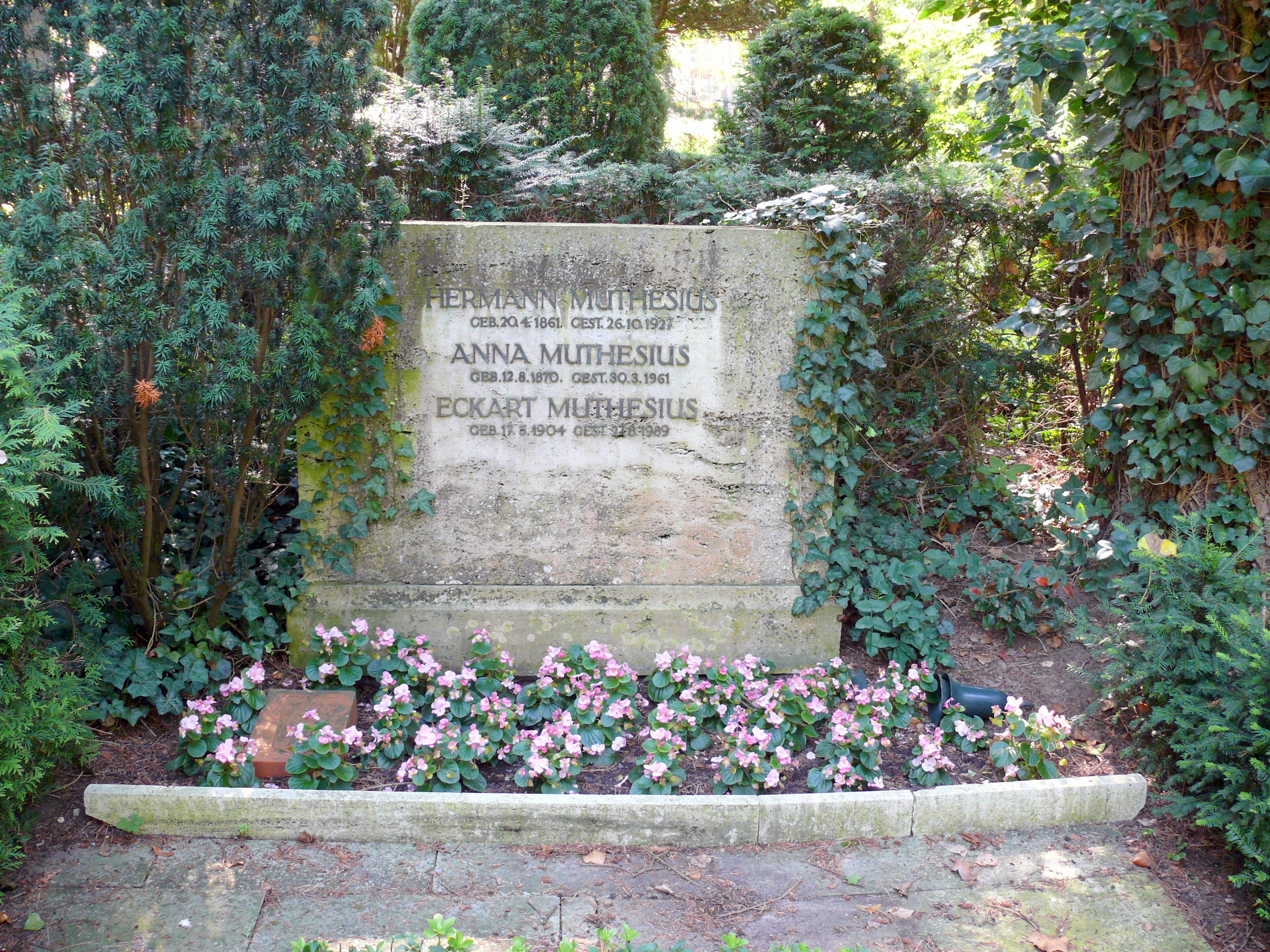
Grab auf dem Kirchhof Nikolassee

Nach dem Krieg baute Muthesius zwar noch eine große Zahl von Häusern und veröffentlichte einige Ratgeber zum Haus- und Siedlungsbau, war aber in Anbetracht der neueren Entwicklungen der Architektur (z. B. Bauhaus, Weißenhofsiedlung, Neue Sachlichkeit / Neues Bauen) zum außenstehenden Beobachter geworden. Muthesius kam infolge eines Straßenbahnunfalls im Oktober 1927 bei der Besichtigung einer Baustelle in Berlin-Steglitz ums Leben. Dort wurde 1929 eine Straße nach ihm benannt.
Muthesius wurde auf dem Evangelischen Kirchhof Nikolassee beigesetzt (Familienstelle 83). Auf Beschluss des Berliner Senats wurde das Grab 1984 zum Berliner Ehrengrab.
Der Architekt Eckart Muthesius war sein Sohn.

## Theorie und Rezeption
In der späteren Rezeptionsliteratur und zahlreichen Darstellungen zur Geschichte der modernen Architektur (etwa bei Julius Posener) gilt Muthesius als Vater des Funktionalismus. Diese aus der Funktionalismusdebatte der 1960er Jahre inspirierte Sichtweise ist insofern problematisch, als dieser Begriff sich in Muthesius’ Schriften an keiner Stelle findet.
Muthesius’ Reformideen sind eher im Zusammenhang mit Begriffen wie Kultur, Stil und Sachlichkeit zu verstehen und aus einer Ablehnung der akademischen Stilüberlieferung wie auch jener zeitgenössischen Strömungen, die von ihm als Jugendstil bezeichnet werden.
Kultur wird von Muthesius, im Sinne von Friedrich Nietzsches Kulturkritik, vor allem als „die Einheit des künstlerischen Stils in allen Lebensäußerungen eines Volkes“ aufgefasst. In solcher Perspektive erscheint das kunsthistorische „Stilphänomen“ bei Muthesius als eine besondere Form des kultivierten kollektiven Selbstausdrucks, womit zugleich das Fehlen einer solchen verbindlichen Form des Selbstausdrucks im seinerzeit herrschenden Stilpluralismus des Historismus als schwerwiegendes Defizit an eigener wie nationaler Kultiviertheit aufgefasst wird. Folglich wird jede Suche nach dem sog. „modernen Stil“ oder dem Stil „unserer eigenen Zeit“ gleichermaßen zum Auftrag einer nationalen kollektiven Selbstschöpfung wie auch Identitätsgebung. Bei der damit verbundenen Suche nach der Geschlossenheit eines einheitlich geltenden Stils sah Muthesius keine Möglichkeit in der Fortsetzung der akademischen Stildebatten des 19. Jahrhunderts, etwa in einer Parteinahme für einen bestimmten historischen Stil, sondern erblickte die Lösung einzig in einem zu erneuernden Anspruch auf (kollektive) Authentizität und authentischen Selbstausdruck im Sinne der historischen Einmaligkeit eines jeden (echten) Epochenstils für die jeweilige „Kultur“ eines „Volkes“. Die wichtigste Ausgangsfrage für die Gewinnung des wahrhaft eigenen Stils war daher die Frage nach dem, was für die eigene Kultur besonders charakteristisch oder – in der Perspektive romantischer Ursprungsbezogenheit – wirklich wesenhaft sei. Die programmatische Antwort, die Muthesius dazu gibt, lautet „Sachlichkeit“: Je mehr sich Kunstgewerbe und Architektur zur Sachlichkeit in ihren Gestaltungen durchringen werden, umso deutlicher werde sich in ihren Schöpfungen das kulturell Wesenstypische der eigenen, der modernen Zeit abbilden, und umso eher werde man auch eines Tages zu einem wahrhaft modernen Stil gelangen. Ein solcher (Sachlichkeits-)Stil werde auch – im Unterschied zu allen mehr oder weniger bloß individuellen oder bloß modisch-künstlerischen Innovation der zeitgenössischen Jugendstilkünstler – von wirklich epochaler Dauerhaftigkeit sein. Um die Sachlichkeit als alles übergreifendes Wesensmerkmal der eigenen Kultur zu begründen, verweist Muthesius auf den unaufhaltsam alle Lebensbereiche durchdringenden technischen Fortschritt, den er im Gegensatz zu den englischen Reformern William Morris und John Ruskin ausdrücklich begrüßt. Zu diesem Fortschritt rechnet Muthesius auch die das (Kunst-)Handwerk zunehmend verdrängende industrielle Produktionsweise, weshalb er die Zusammenarbeit von Künstlern mit der Industrie schließlich zur Gründungsidee des Deutschen Werkbundes macht.
Die Bedeutung von Muthesius für die moderne Architektur des 20. Jahrhunderts wird bis heute unterschätzt, weil in zahlreichen Publikationen zur Geschichte dieser Stilrichtung allein das Bauhaus und die Reformbewegungen der 1920er Jahre in den Brennpunkt der Aufmerksamkeit gerückt wurden. Dabei wurde in vielen Fällen die unmittelbare ideengeschichtliche Kontinuität etwa zum Werkbund vor dem Ersten Weltkrieg übersehen oder gar verschwiegen. Die Ursache dafür ist nicht zuletzt darin zu suchen, dass Muthesius spätestens nach dem großen Werkbundstreit in Köln bei vielen Zeitgenossen und Protagonisten der modernen Architektur in der Rolle des autoritären preußischen Beamten gesehen wurde. Der ideelle Aufbruchswillen nach dem Ersten Weltkrieg führte dazu, dass Muthesius fast zu einer Art Persona non grata (etwa bei Walter Curt Behrendt oder Walter Gropius) wurde, weil er das in der Öffentlichkeit lancierte Bild der radikalen Erneuerung zu desavouieren drohte, weshalb man seinen Namen im Unterschied etwa zu Henry van de Velde oft ganz bewusst nicht mehr erwähnte. Eine Ausnahme bildete der Architekturhistoriker Julius Posener, der sich zeitlebens in seinen emphatischen Darstellungen zur Architektur von Muthesius um eine Würdigung von dessen Werk bemühte. Auch die frühere Fachhochschule für Kunst und Gestaltung in Kiel nennt sich seit ihrer Erhebung zur Kunsthochschule 2005 in Würdigung seines Werkes Muthesius Kunsthochschule.

## Haus Muthesius als Beispiel aus dem Werk
Das Haus Muthesius ist das private Wohnhaus von Hermann Muthesius und seiner Familie. Es wurde 1906 errichtet und 1909 mit einem Anbau erweitert. Es steht auf dem Grundstück Potsdamer Chaussee 49 in Berlin-Nikolassee. Die Hofbauten wurde später teilweise abgerissen und auf dem Grundstück in den 1960er Jahren ein sechsgeschossiges Mehrfamilienhaus errichtet.
Muthesius bezeichnete sein Haus als Landhaus. Es ist eine Art Übertragung dessen, was ihm am englischen Landhaus (bzw. Herrenhaus) so sehr imponiert hat, auf die (groß-)bürgerlichen deutschen Verhältnisse, wobei Muthesius das Wort „Verhältnisse“ lieber durch den bedeutungsvolleren Begriff Kultur ersetzt hätte, so wie er auch stets von „Wohnkultur“ gesprochen hat. Das Haus wird heute als Vorstadtvilla klassifiziert, eingeordnet wird es in das „vorstädtische Wohnen im Grünen“, da es in der unmittelbaren Umgebung der Großstadt Berlin steht. Das Haus ist ein typisches Beispiel unter zahlreichen weiteren Häusern dieser Art, die Muthesius für wohlhabende Bauherrn entworfen und errichtet hat. Es demonstriert zugleich Muthesius’ Auffassung einer sachlichen Architektur, wie er sie auch in seinen Schriften der „Stilmacherei“ des zeitgenössischen repräsentativen Berliner Historismus und der Baukunst des Jugendstils polemisch gegenübergestellt hatte.
Besonders wichtig war ihm die Entwicklung des Baukörpers aus dem Grundriss, insbesondere aus der mit der Grundrissgestaltung verknüpften Vorstellung des innenräumlichen Gebrauchs. Diese Vorgehensweise stellte Muthesius in einen programmatischen Gegensatz zum vorrangigen Streben seiner Zeitgenossen nach einer besonderen künstlerischen Wirkung und dadurch bedingten Abstrichen an Komfort und alltäglicher Brauchbarkeit. Diese Auffassung von Architektur wurde von den späteren Theoretikern und Protagonisten der modernen Architektur als Funktionalismus bezeichnet. Doch in Anbetracht dessen, was Muthesius eigentlich anstrebte, ist dieses Etikett für seine Häuser eine äußerst reduktionistische Beschreibung. Muthesius verwendete in seinen emphatischen Baubeschreibungen englischer Häuser Begriffe wie Komfort, Bequemlichkeit, Sachlichkeit, Gediegenheit, Verfeinerung, vornehme Zurückhaltung, Wohnlichkeit und Gemütlichkeit und erstrebte derartige Qualitäten auch für seine eigenen Bauten. Man kann zwar sagen, dass der Gebrauch für ihn das zentrale Thema seiner Architektur war. Doch unter Gebrauch verstand er weitaus mehr als einen einfachen Pragmatismus oder bloßen Utilitarismus der Funktionen eines Hauses, wie sie schließlich in den 1960er Jahren, im Zeitalter des Funktionalismus, zum Inbegriff modernen Bauens wurde.

Das Haus Muthesius
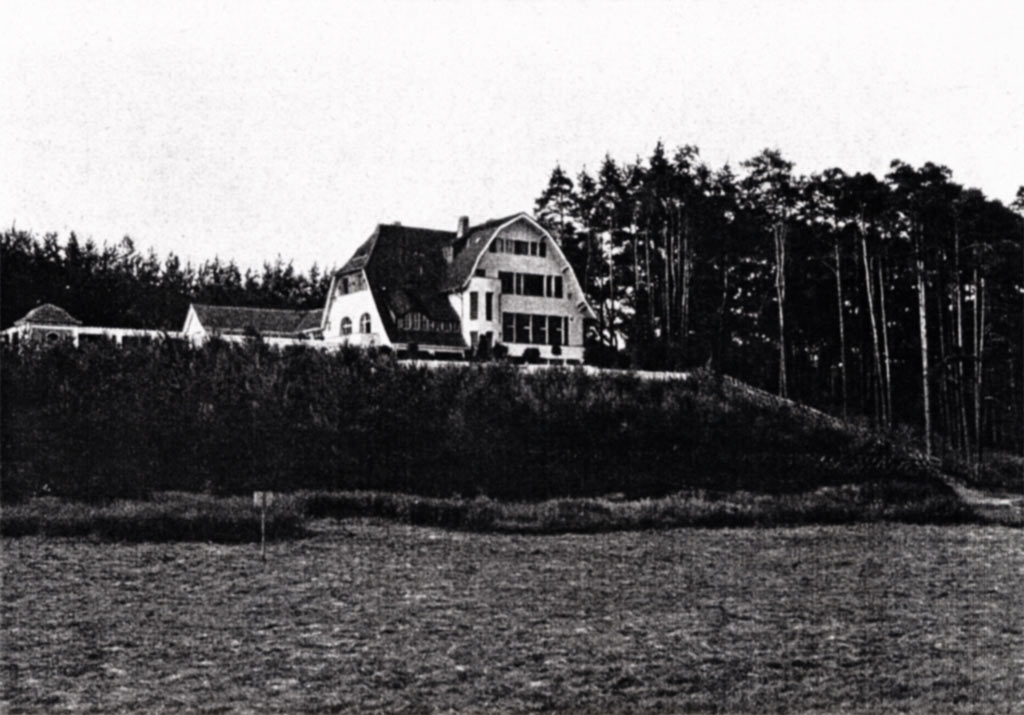
Außenansicht
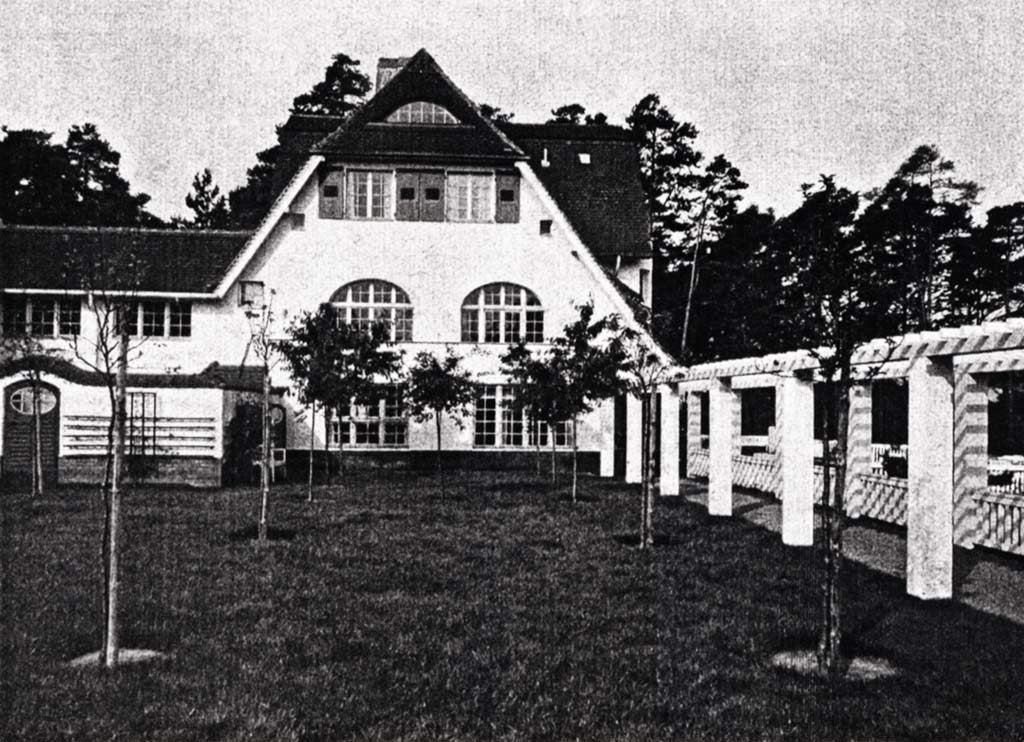
Gartenansicht
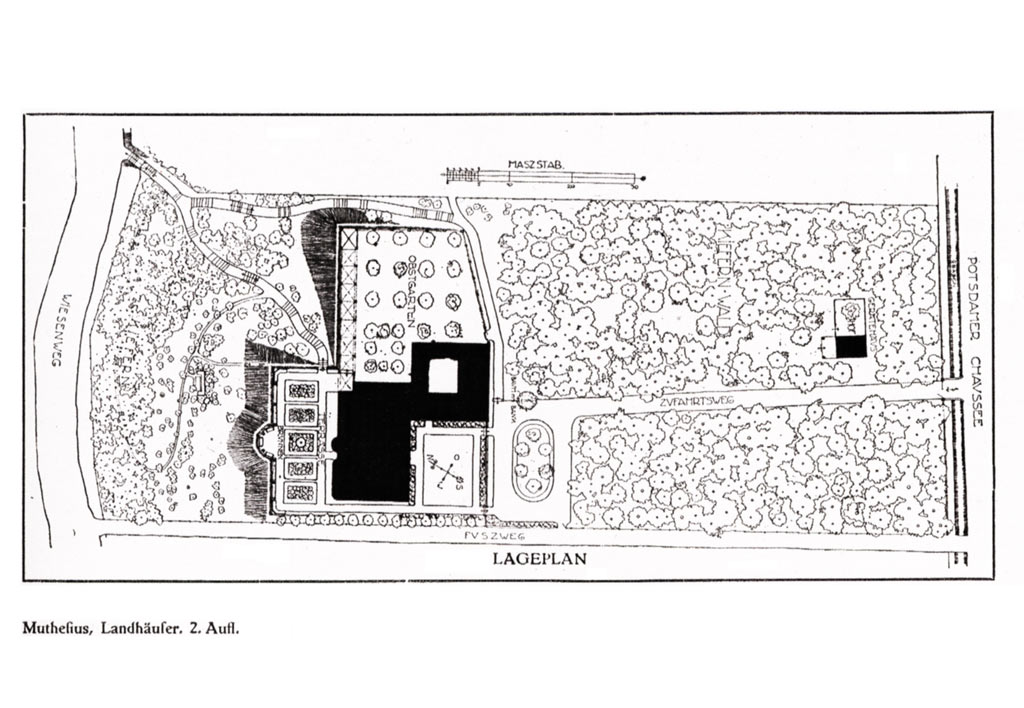
Lageplan
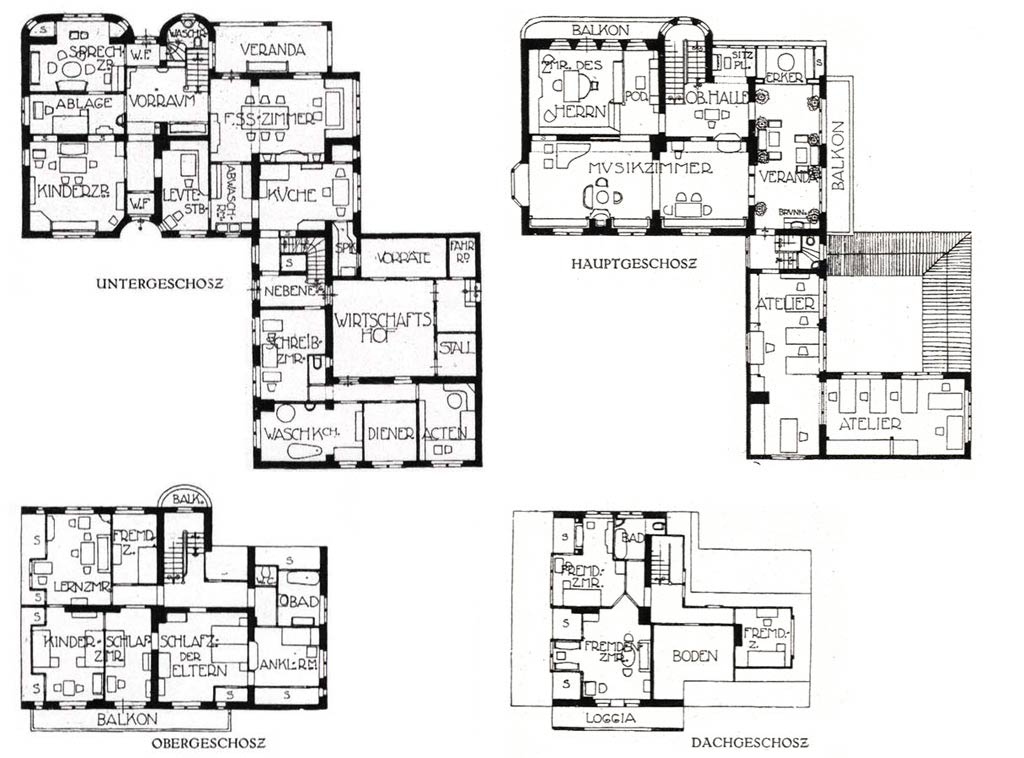
Grundrisse
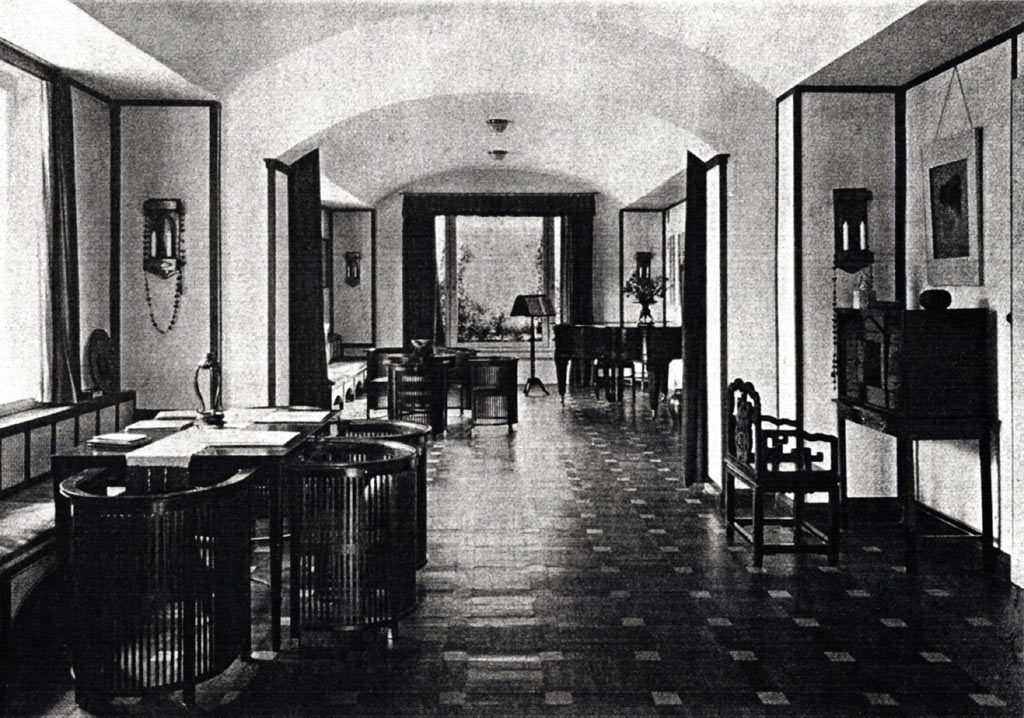
Musikzimmer
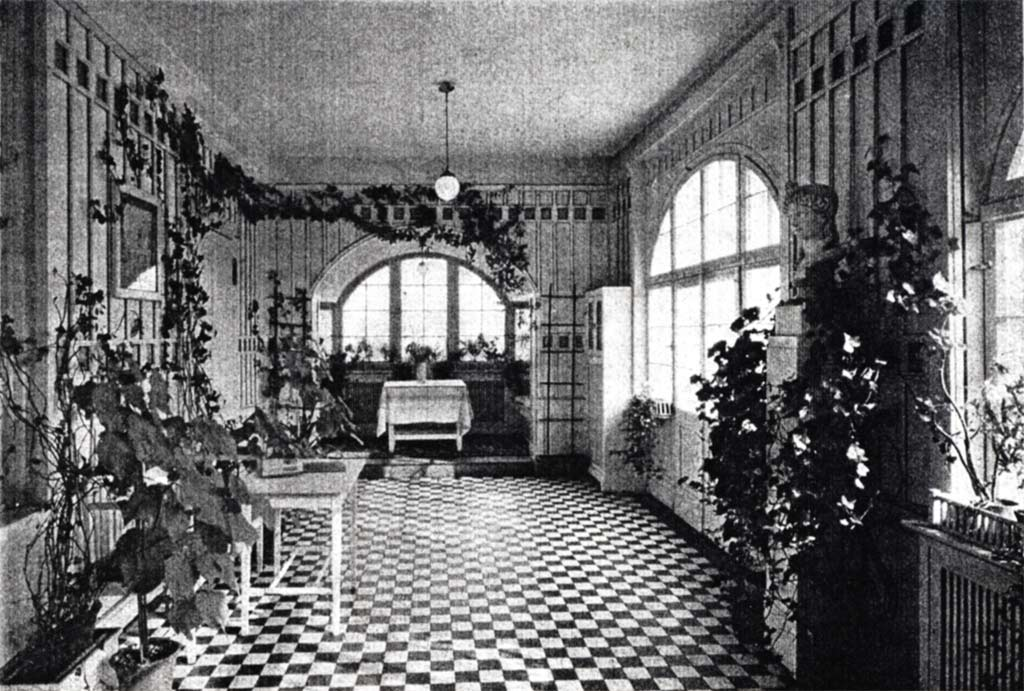
Wintergarten
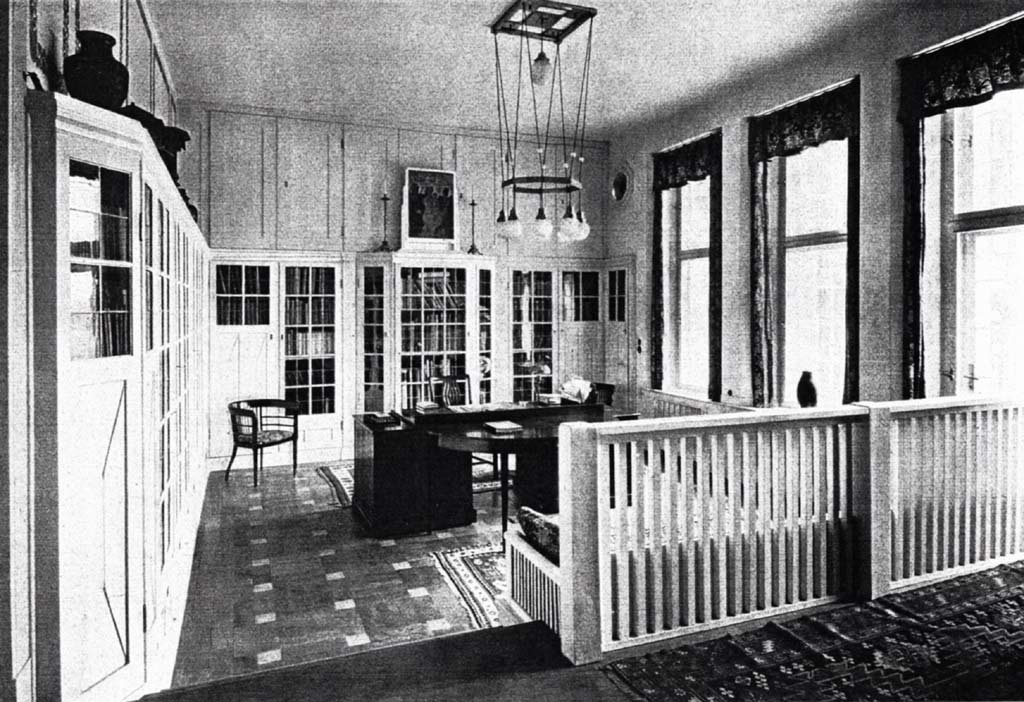
Herrenzimmer
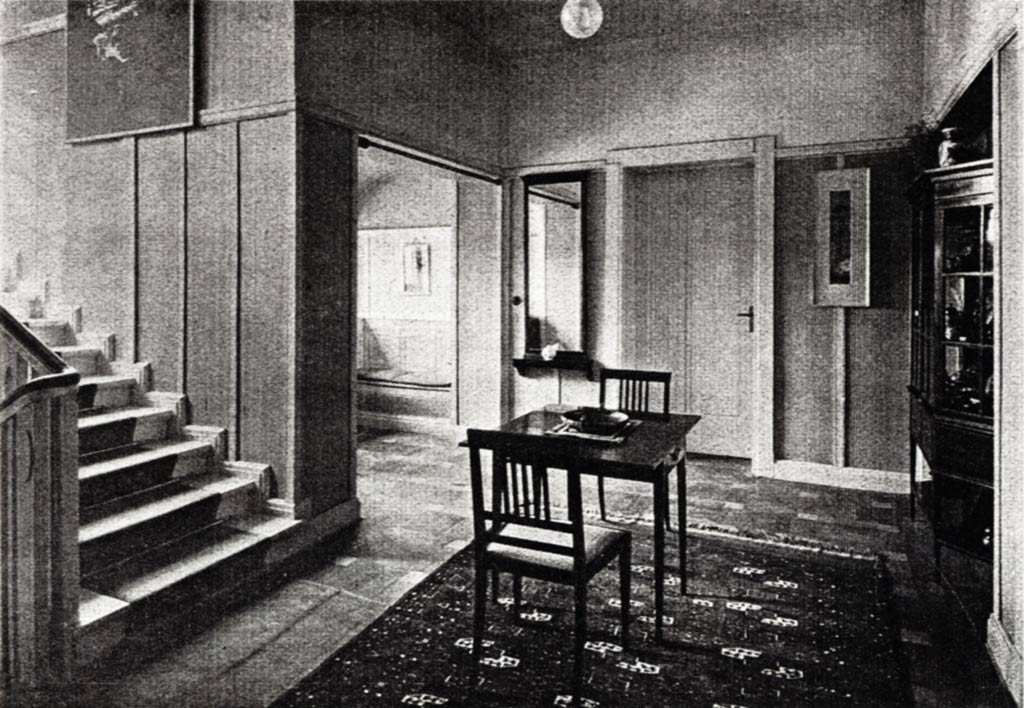
Oberer Vorraum
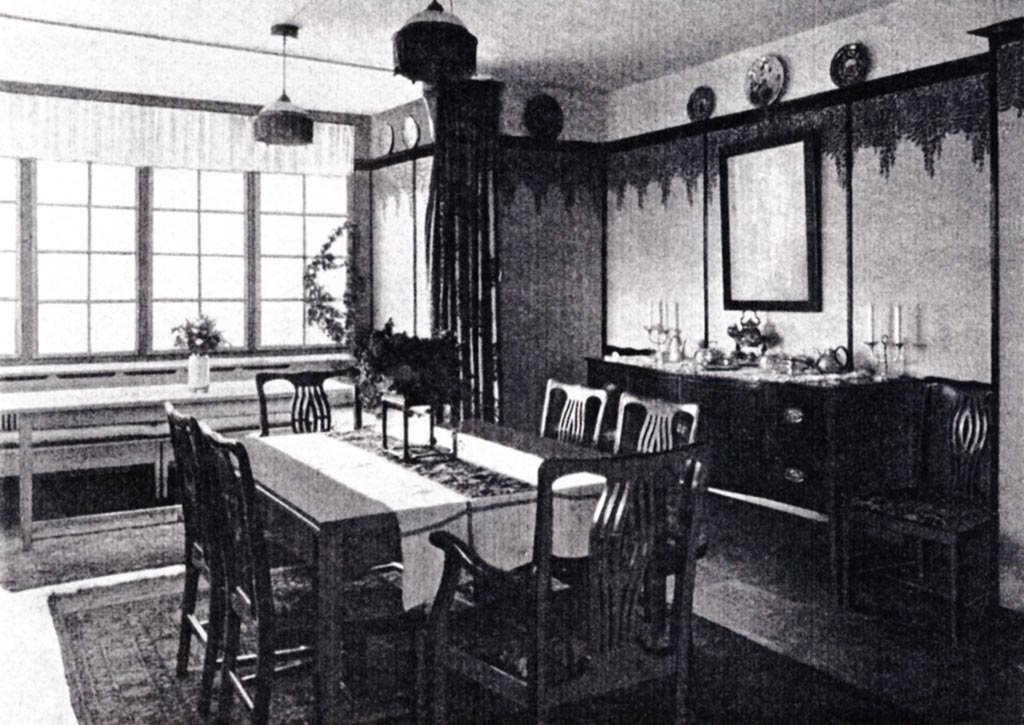
Speisezimmer

## Bauten (Auswahl)

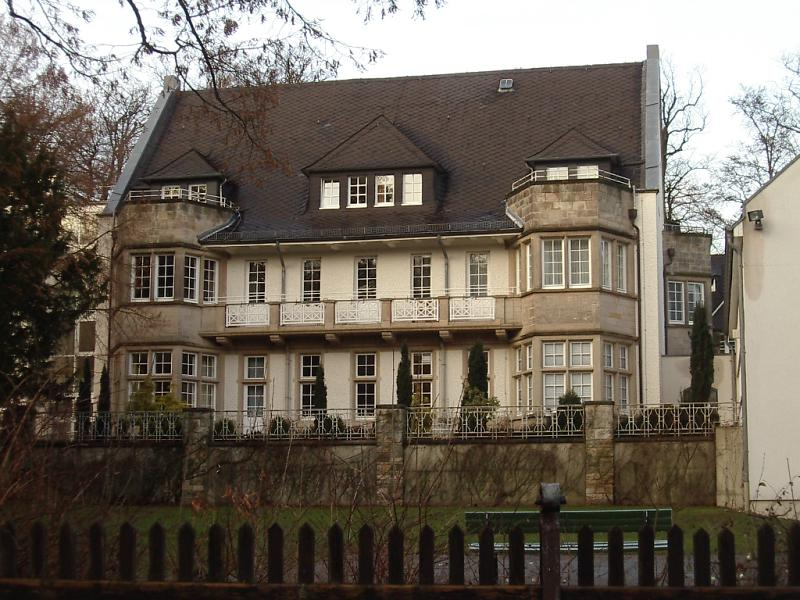
Ehemaliges Landhaus von Strombeck in Harleshausen

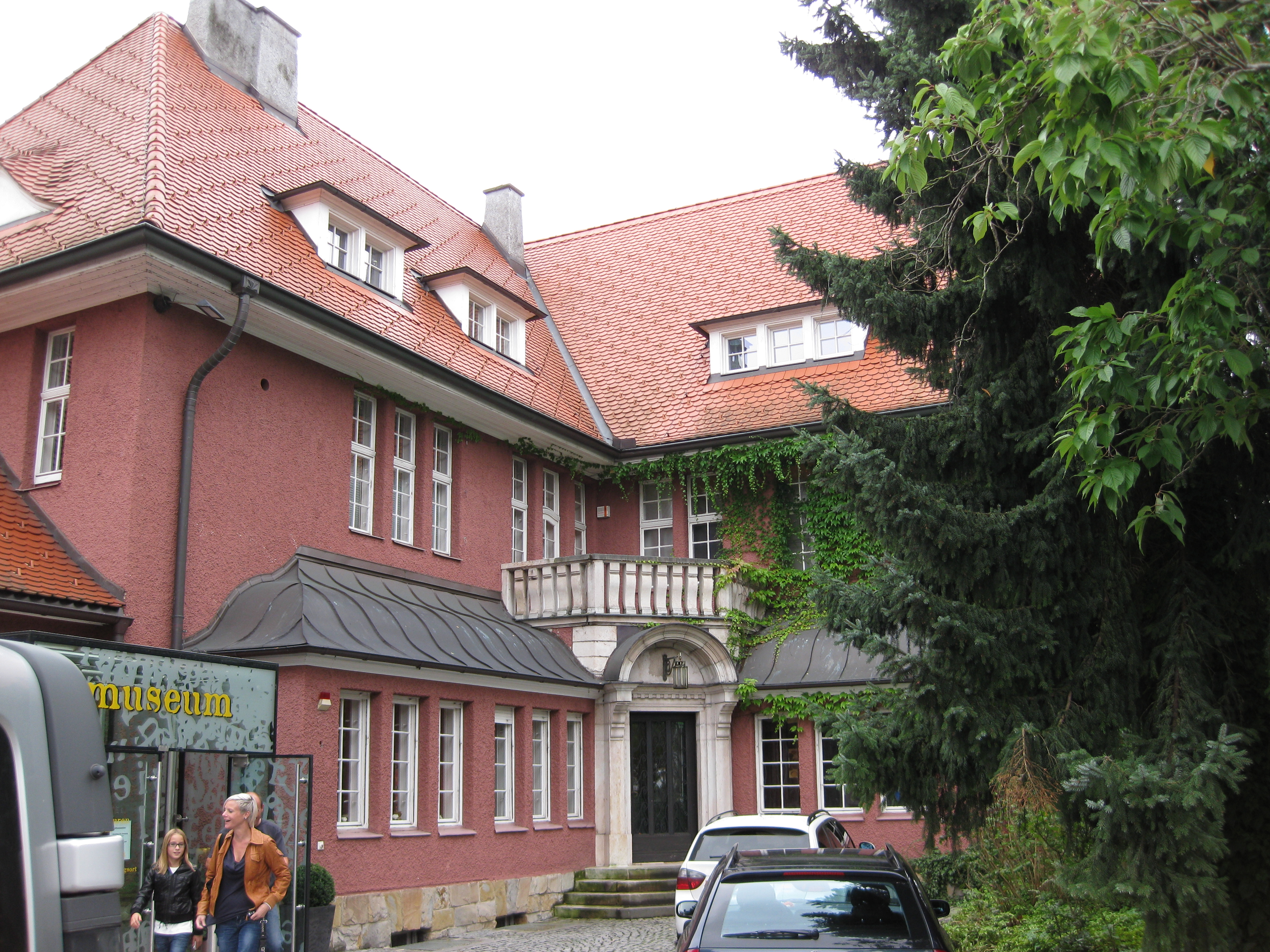
Samitz-Villa in Wels (Oberösterreich), Pollheimerstraße 4, ab 1997 renoviert, 2000–2015 Museum Lebensspuren, ab 2016 noch trodat-Firmenmuseum und Event-Location Villa Muthesius

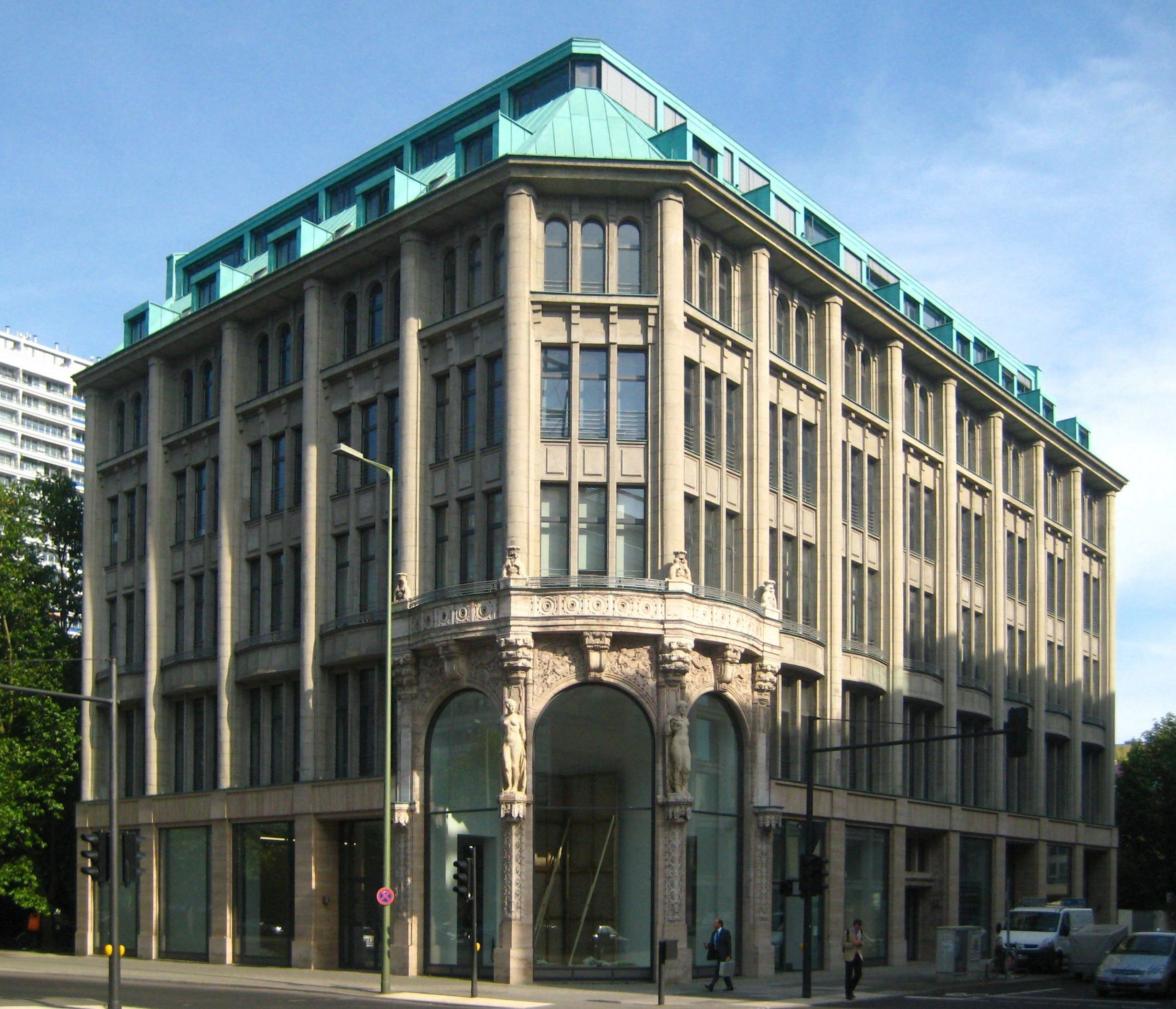
Ehem. Damenmodenhaus Kersten & Tuteur in Berlin

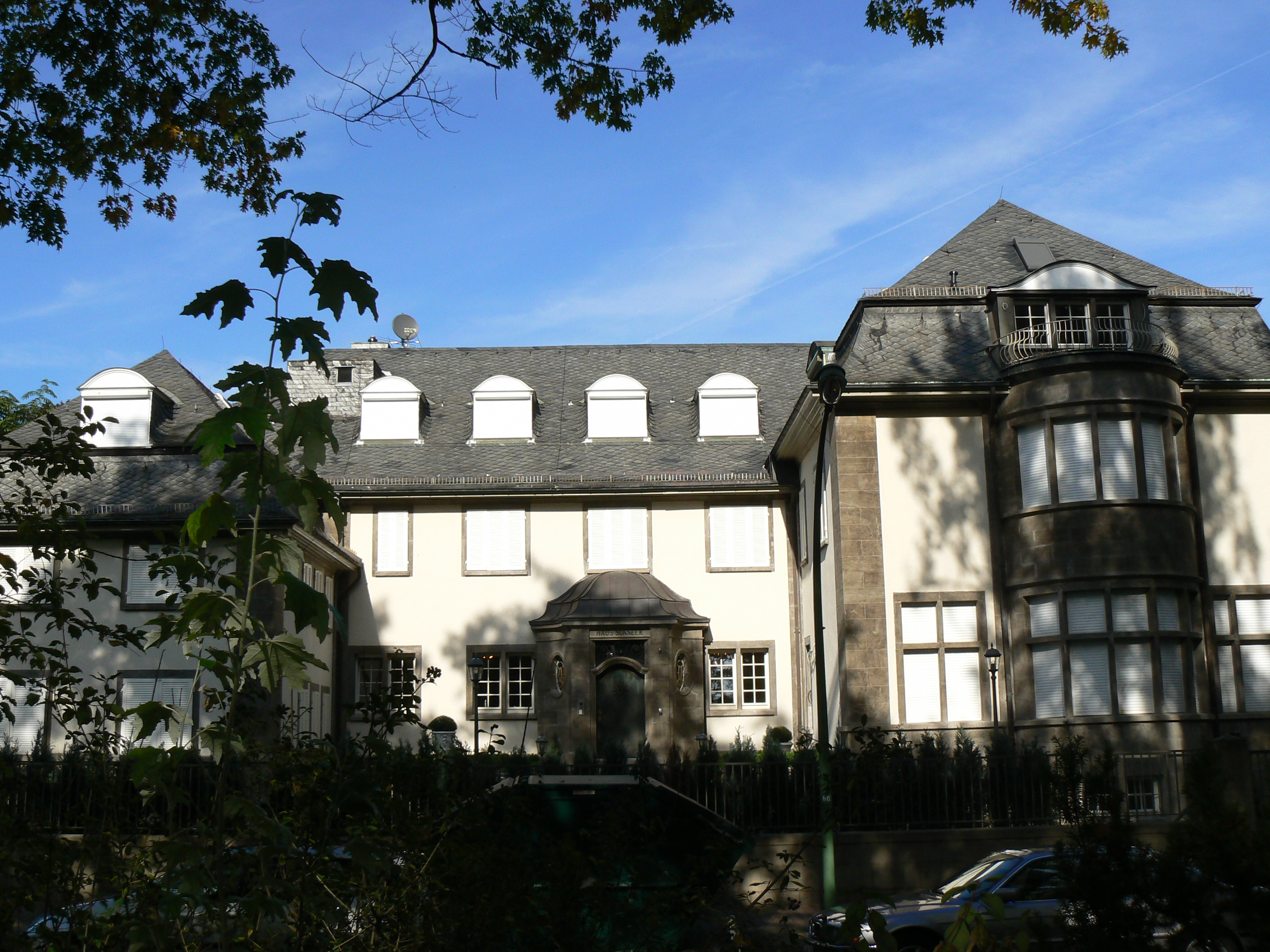
Villa Sonneck für Heinrich Irenaeus Quincke in Frankfurt am Main, Zeppelinallee

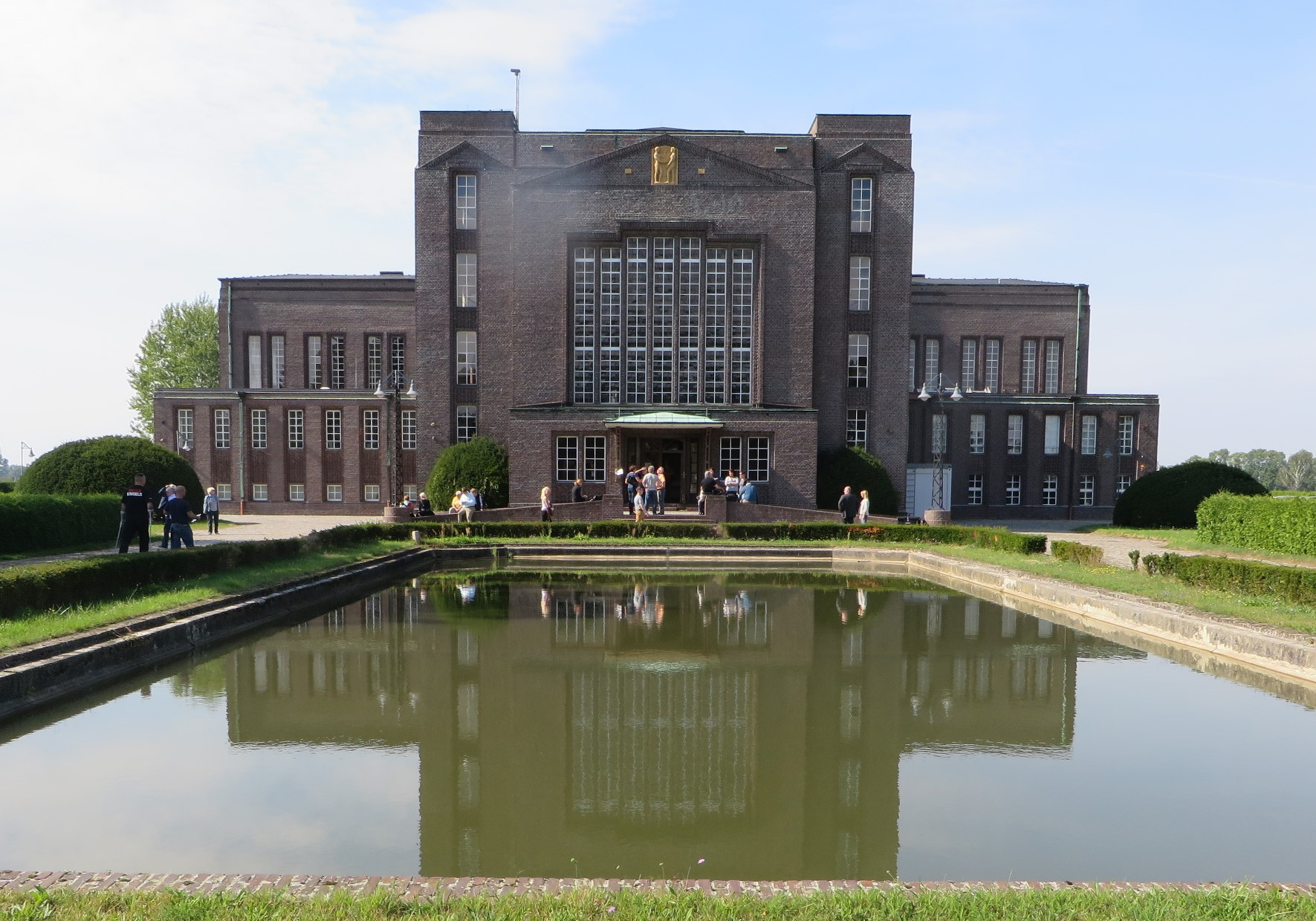
Hauptgebäude der Großfunkstelle Nauen, 1920

- 1901–1902: Mietshaus für Maurermeister Ludwig Bosse in Berlin-Charlottenburg, Mommsenstraße 65[5]
- 1904–1905: Landhaus für Hermann von Seefeld in Berlin-Zehlendorf, Knesebeckstraße 5 / Stubenrauchstraße[6][7][8] Lage
- 1904–1905: Zwei Sommerhäuser der Terraingesellschaft Neutravemünde für Badegäste in Travemünde, Godewind 3 Lage
- 1905: Wohnhaus für den Verleger Samuel Fischer in Berlin-Grunewald, Erdener Straße 8 (1936 Wohnungseinbauten durch Paul Zucker)[9] Lage
- 1905–1906: Landhaus für Eduard Bernhard in Berlin-Grunewald, Winkler Straße 11[6][10][11] Lage
- 1906: Einfamilien-Landhaus für Heinrich Jacob Neuhaus in Berlin-Dahlem, Bernadottestraße 56–58 (1973–1975 Umbau zu einem Mehrfamilienhaus)[12][13] Lage
- 1906–1907: eigenes Landhaus Muthesius in Berlin-Nikolassee, Potsdamer Chaussee 49a[12][14] Lage
- 1906–1907: Landhaus für August Freiherr von Schuckmann in Berlin-Schlachtensee, Bogotastraße 15[6] Lage
- 1906–1907: Landhaus für den Ingenieur Albert Bloch in Berlin-Nikolassee, Schopenhauerstraße 71[15] Lage
- 1907: Haus für Heinrich Soetbeer in Berlin-Nikolassee, Lohengrinstraße 28 (1970 durch Brand zerstört)[12]
- 1907–1908: Landhaus Freudenberg in Berlin-Nikolassee, Potsdamer Chaussee 48 (Ausführung durch Joseph Fraenkel)[12][16] Lage
- 1907–1908: Landhaus für Gustav von Velsen in Berlin-Zehlendorf, Limastraße 29–29b (Gartengestaltung von Heinrich Wiepking-Jürgensmann)[12][17] Lage
- 1908: Landhaus für Max Kosmack bei Alt-Ruppin (1946 zerstört)[12] Lage
- 1908: Sommer- und Ferienhaus Schweitzer in Berlin-Wannsee[12]
- 1908–1909: Landhaus für Hermann Koch in Berlin-Zehlendorf, Beerenstraße 51[18][19] Lage
- um 1909: Landhaus für das Ehepaar Stave in Lübeck, Moltkestraße 1 (zerstört?) Lage
- 1909–1914: Häuserzeile in der Gartenstadt Hellerau in Dresden-Hellerau, Beim Gräbchen Lage
- 1910: Verkaufsraum für den Kunsthändler Charles A. de Burlet im Hotel Adlon in Berlin-Mitte, Pariser Platz[20]
- 1910: Einküchenhäuser in Berlin-Lichterfelde, Unter den Eichen
- 1910: Landhaus Hoheneck für einen Bankdirektor in Bad Frankenhausen am Kyffhäuser[12] Lage
- 1910: Villa Sonneck für Heinrich Irenaeus Quincke in Frankfurt am Main, Zeppelinallee[12][21] Lage
- um 1910: Sommerhaus in Berlin-Hermsdorf
- um 1911: Zwei Villen, ein Pförtnerhaus und eine Kapelle mit Friedhof, mehreren Stallungen und Garagen für Eheleute Büttner und Harms in Bodenwerder (ruinös)[12] Lage
- um 1912: Landhaus für Carl Huffmann in Cottbus, Diesterwegstraße 2 (seit 1992 Kinderheim)[12] Lage
- um 1913: Siedlung Zum Lith für die Gemeinnützige Baugesellschaft Duisburg in Duisburg, Zum Lith
- um 1914: Landhaus für Viktor Wegmann in Rhede (Westfalen), Krechtinger Straße 7 (unter Denkmalschutz)[12]
- 1910–1913: Kleinhaussiedlung Altglienicke (Preußensiedlung) in Berlin-Altglienicke, Preußenstraße[22]
- 1910–1911: Herrenhaus Dryander in Zabitz bei Magdeburg[12][23] Lage
- 1910–1912: Schloss Wendgräben für den Majoratsherrn Hans Waldemar von Wulffen in Wendgräben bei Loburg[12] Lage
- 1911: Landhaus für Justus Breul in Berlin-Grunewald, Oberhaardter Weg 27 und Gustav-Freytag-Straße 10 (?)[12] Lage
- 1911: Landhaus für Charles de Burlet in Berlin-Schlachtensee, Schlickweg 12[12][24] Lage
- 1911: Landhaus für Ernst Freiherr von Strombeck in (Kassel-)Harleshausen (seit 1937 Elena-Klinik)[12] Lage
- 1911–1912: Landhaus für Hans Cramer in Berlin-Dahlem, Pacelliallee 18/20 / Im Dol
Das Gebäude verfiel nach einer Gasexplosion den 1950er Jahren zu einer Ruine, wurde durch den Einsatz des Architekturhistorikers Julius Posener vor dem Abbruch gerettet und 1976–1977 in Teilen rekonstruiert; es wird seitdem von der Stanford University genutzt.[12][25]
- 1911–1912: Einfamilien-Landhaus (Villa Klamroth) für Kurt Klamroth in Halberstadt, Klamrothstraße 2 (1992/1993 nach den originalen Plänen restauriert; heute Parkhotel Unter den Linden) Lage
- 1912: Landhaus für Friedrich  Schönstedt in Mülheim-Speldorf, Duisburger Straße
- 1912: Fabrikgebäude der Seidenweberei Michels & Cie. in Nowawes bei Potsdam (Freiflächengestaltung von Leberecht Migge; zerstört)[26]
- 1912–1913: Wohnhaus und Ateliergebäude für den Maler Alfred Mohrbutter in Berlin-Schlachtensee, Schlickweg 6[12][27] Lage
- 1913: Umbau des Damenmodenhauses Kersten & Tuteur in Berlin, Leipziger Straße 36 / Charlottenstraße 24[28] Lage
- 1913: Haus Stern in Berlin-Nikolassee, Kirchweg 27 (1969 abgerissen)[12]
- 1913: Haus für dsen Ingenieur Ernst J. Hirschowitz in Berlin-Nikolassee, Schopenhauerstraße 46 (unter Denkmalschutz)[29] Lage
- 1913: fünf Mehrfamilienwohnhäuser in Duisburg, Bechemstraße / Ecke Mülheimer Straße 75–83 / Keetmannstraße Lage
- 1913: Villa für den Bankier Rümelin in Heilbronn, Lerchenstraße 74 (1970 abgerissen)[12]
- 1913–1914: Vorstädtisches Haus für Anna Therese und Hans Bredow in Berlin-Dahlem, Miquelstraße 92 Lage
- 1913–1914: Landhaus für den Sammler Eduard Gaffron in Berlin-Schlachtensee, Klopstockstraße 34 (1971 abgerissen)[12]
- 1913–1914: Landhaus für Erich Wild in Berlin-Nikolassee, Kirchweg 25[12][30] Lage
- 1913–1914, 1919–1920: Landhaus mit Gartenpavillon für Robert René Kuczynski in Berlin-Schlachtensee, Terrassenstraße 16[12][31] Lage
- 1914: Umbau des Landhauses von Victor Zuckerkandl in Berlin-Grunewald, Königsallee[12]
- 1914: Wohnhaus in Berlin-Nikolassee, Schopenhauerstraße 62 Lage
- 1914: Stadthaus für Fritz Gugenheim in Berlin-Tiergarten, Tiergartenstraße 18 a[12]
- 1914–1915: Landhaus Mittelhof für Generaldirektor Wilhelm Mertens in Berlin-Nikolassee, Kirchweg 33 / Im Mittelbusch (seit 1975 von der Historischen Kommission zu Berlin und seit 1997 vom Zentrum Moderner Orient genutzt)[12][32][33] Lage
- 1914–1915: Pavillon der Hamburg-Amerika-Linie und Kaiserzimmer auf dem Dampfer Bismarck, vor dem Einbau ausgestellt auf der Kölner Werkbundausstellung 1914
- 1914, 1926: Wohn- und Atelierhaus für Erich Wild in Berlin-Nikolassee, Kirchweg 24[34] Lage
- 1916: Landhaus für den Unternehmer Wilhelm Ploberger in Wels (Oberösterreich), Pollheimerstraße 4 Lage
- 1916–1918: Wohnhaus für Karl Muthesius in Weimar, Zöllnerstraße 16[12][35]
- 1917–1920: Hauptgebäude der Großfunkstelle Nauen in Nauen Lage
- 1917–1920: Villa Simson als Witwensitz für Jeanette Simson in Suhl[12] Lage
- 1918: Pförtnerhaus in Berlin-Nikolassee, Libellenstraße 7[36]
- um 1918: Siedlung für die Hermsdorfer Boden-AG in Berlin-Hermsdorf (gemeinsam mit Rudolf Eberstadt)
- um 1918: Siedlung für ländliche Arbeiter des Ritterguts Mahndorf bei Halberstadt
- um 1918: Siedlung Tannenwalde in Königsberg (Ostpreußen)
- um 1918: Beamten-Siedlung Ackermannshöhe für die Allgemeine Baugenossenschaft eGmbHin Stettin
- 1920–1926: Arbeiterwohnhäuser für die Deutsche Wollwarenmanufaktur in Grünberg (Schlesien)[37]
- 1920–1921: Haus für Albert Vowinckel in Berlin-Nikolassee, Schopenhauerstraße 53–55[12][38] Lage
- 1921: Landhaus Plesch in Wohltorf bei Hamburg[12][35]
- 1921–1922: Landhaus für Hans Gugenheim in Neubabelsberg, Johann-Strauß-Platz[12][35] Lage
- 1921–1922: Erweiterungsbauten für das Kaiser-Wilhelm-Institut für Faserstoffchemie in Berlin-Dahlem, Faradayweg 16[39] Lage
- 1922: Landhaus Bouncken in Hamburg-Blankenese, Hirschparkweg 1 (?)[35]
- 1922–1923: Landhaus Alexander in Berlin-Charlottenburg, Insterburgallee / Lyckallee
- 1922–1924: Landhaus für Willi Kersten in Berlin-Charlottenburg, Am Rupenhorn 8 / Havelchaussee 12–14[37]
- 1922–1924: Landhaus Rassow in Heidelberg, Keplerstraße 81
- vor 1922: Haus Rasch in Wiesbaden (?)[12]
- 1923–1924: Wohnhaus für Jacob Tuteur in Berlin-Charlottenburg, Straße des 17. Juni 146–148 / Bellstraße 2–4[37]
- vor 1923: Landhaus Pfefferkorn in Arnau (Böhmen) (?)[35]
- 1924: Umbau und Aufstockung des Reklamehauses von Eugen Brasch in Berlin, Potsdamer Platz / Potsdamer Straße 1a (neben dem Haus mit dem Café Josty)[40]
- 1924–1925: Sommerhaus für Jacob Tuteur in Berlin-Charlottenburg, Am Rupenhorn 4 / Havelchaussee 28–32[37][41]
- 1924–1928: Siedlung in Berlin-Wittenau, Jathoweg 16[42] Lage
- 1924–1926: Siedlung Wittenau in Berlin-Wittenau, Oranienburger Straße etc.[37][42]
- um 1925: Landhaus Frank in Frankfurt am Main-Bockenheim, Ditmarstraße 4[43] Lage
- um 1925: Landhaus Neuburg in Leitmeritz (Böhmen)[37]
- 1925–1926: Wohnanlage für die Gemeinnützige Bauvereinigung Wohnungssuchender eGmbH in Berlin-Zehlendorf, Breitenbachplatz[44] Lage
- 1925–1926: Landhaus für Wilhelm Mandler in Berlin-Zehlendorf, Limastraße 30a[37][45] Lage
- 1926: Landhaus Hildebrand in Grünberg (Schlesien)[37][46] Lage
- um 1926: Landhaus Mayer in Plauen
- 1927: Einfamilienhaus für Major Wolf Pabst von Ohain in Berlin-Dahlem, Im Gehege 9[47] Lage
- 1927: Villa für die Familie Hugo Schindler in Innsbruck, Rennweg 10[48]
- 1927–1928: Umbau des Hauses von Eugen Brasch in Berlin-Zehlendorf, Am Großen Wannsee 36 Lage
- 1928–1929: Wohnanlage für die Charlottenburger Baugenossenschaft eGmbH in Berlin-Westend, Kollatzstraße[49]
- 1928–1929: Einfamilienhaus in Hamburg-Winterhude, Winterhuder Kai 19[50] Lage

## Schriften (Auswahl aus ca. 500 Publikationen)
- Architektonische Zeitbetrachtungen. Ein Umblick an der Jahrhundertwende. (Festrede, gehalten im Architekten-Verein zu Berlin zum Schinkelfest am 13. März 1900) Berlin 1900.
- Kunst und Maschine. In: Dekorative Kunst, Jahrgang 1902, S. 141–147.
- Stilarchitektur und Baukunst. Wandlungen der Architektur im 19. Jahrhundert und ihr heutiger Standpunkt.
  - 1. Auflage, Mülheim an der Ruhr 1902. (Digitalisat)
  - 2., stark vermehrte Auflage, Mülheim an der Ruhr 1903.
- Kultur und Kunst. Gesammelte Aufsätze über künstlerische Fragen der Gegenwart. Jena / Leipzig 1904.
- Das englische Haus. Entwicklung, Bedingungen, Anlage, Aufbau, Einrichtung und Innenraum. 3 Bände. Berlin 1904–1905. (Digitalisat) (Nachdruck der 2. Auflage, Gebr. Mann Verlag, Berlin 1999, ISBN 3-7861-1853-1.)
- Das moderne Landhaus, und seine innere Ausstattung. 220 Abbildungen moderner Landhäuser aus Deutschland, Österreich, England, und Finnland nebst Grundrissen und Innenräumen. 1904, (bildsuche.digitale-sammlungen.de)
- Das moderne Landhaus, und seine innere Ausstattung. 320 Abbildungen moderner Landhäuser aus Deutschland, Österreich, England, und Finnland, mit Grundrissen und Innenräumen. 2. A. 1905, (Digitalisat 2. A. 1905)
- Die Bedeutung des Kunstgewerbes. (Eröffnungsrede zu den Vorlesungen über modernes Kunstgewerbe an der Handelshochschule in Berlin) In: Dekorative Kunst, Jahrgang 1907, S. 177–192.
- Landhaus und Garten. Beispiele neuzeitlicher Landhäuser nebst Grundrissen, Innenräumen und Gärten. München 1907. (Digitalisat der Universitäts- und Landesbibliothek Düsseldorf) (Neuausgabe als Landhäuser. Gebr. Mann, Berlin 2001, ISBN 3-7861-2297-0.), Fortsetzung von Das moderne Landhaus, und seine innere Ausstattung.
- Kunstgewerbe und Architektur. Jena 1907.
- Hermann Muthesius: Mein Haus in Nikolassee. In: Deutsche Kunst und Dekoration. Nr. 23, 1908, S. 1–21, doi:10.11588/diglit.6701.1.
- Wirtschaftsformen und Kunstgewerbe. (Vortrag, gehalten am 30. Januar 1908 in der Volkswirtschaftlichen Gesellschaft in Berlin) Berlin 1908. (Digitalisat)
- Die Einheit der Architektur. Betrachtungen über Baukunst, Ingenieurbau und Kunstgewerbe. (Vortrag, gehalten am 13. Februar 1908 im Verein für Kunst in Berlin) Berlin 1908.
- Die ästhetische Ausbildung unserer Ingenieurbauten. In: Zeitschrift des Vereins Deutscher Ingenieure, 53. Jahrgang 1909, S. 1211–1217.
- Wo stehen wir? (Vortrag, gehalten auf der Jahresversammlung des Deutschen Werkbunds in Dresden 1911) In: Deutscher Werkbund (Hrsg.): Die Durchgeistigung der deutschen Arbeit. Wege und Ziele in Zusammenhang von Industrie, Handwerk und Kunst. Jena 1912, S. 11–12.
- Die Werkbundarbeit der Zukunft. (und Aussprache darüber) In: Ferdinand Avenarius, Friedrich Naumann et al. (Hrsg.): Werkbund und Weltwirtschaft. Der Werkbund-Gedanke in den germanischen Ländern. Jena 1914. (Hier spiegelt sich die als Typenstreit berühmt gewordene Werkbunddebatte, unter anderem auch mit den Beiträgen von Henry van de Velde, Peter Behrens und Bruno Taut.)
- Wie baue ich mein Haus? München 1915. Die dritte, aktualisierte Auflage von 1919 ist als Digitalisat bei archive.org online.
- Kommende Krieger-Denkmäler. In: Verband der Kunstfreunde in den Ländern am Rhein (Hrsg.): Die Rheinlande, 26. Jahrgang 1916, Heft 6, S. 177–179. (Digitalisat)
- Kleinhaus und Kleinsiedlung. München 1918.
- Die Suggestion der Form. In: Dekorative Kunst, Jahrgang 1924, S. 94–96.
- Die letzten Worte eines Meisters. Die neue Bauweise. In: Berliner Tageblatt, Jahrgang 1927, Nr. 512 (1. Beiblatt).